# (6883) Hiuchigatake
(6883) Hiuchigatake (1996 AF) – planetoida z pasa głównego asteroid okrążająca Słońce w ciągu 5,52 lat w średniej odległości 3,12 j.a. Odkryta 10 stycznia 1996 roku.